# Littoridina
Littoridina es un género de gasterópodos de la familia Hydrobiidae. Son pequeños caracoles de agua dulce con una branquia y un opérculo.

## Especies
Entre las especies del género Littoridina se incluyen:
- Littoridina andecola d'Orbigny, 1835
- Littoridina aperta Hass, 1955
- Littoridina australis (d'Orbigny, 1835) - syn. Hydrobia australis
- Littoridina berryi Pilsbry, 1924
- Littoridina charruana (Orbigny, 1840)
- Littoridina forsteri Blume, 1957
- Littoridina gaudichaudii Souleyet, 1852 †
- Littoridina inconspicua Haas, 1938
- Littoridina lacustris Hass, 1955
- Littoridina manni Baker, 1913
- Littoridina miaulis Marcus & Marcus, 1965
- Littoridina piscium Orbigny, 1835 - syn. Hydrobia piscium
- Littoridina profunda Hass, 1955
- Littoridina pusilla Haas, 1949
- Littoridina siolli Haas, 1949
- Littoridina stiphra Haas, 1955